# Ronde van Lombardije 1909
De Ronde van Lombardije 1909 was de 5e editie van deze eendaagse Italiaanse wielerwedstrijd, en werd verreden op zondag 7 november 1909. Het parcours leidde van Milaan naar Milaan en ging over een afstand van 193 kilometer. De sprint werd gewonnen door Giovanni Cuniolo. Er zijn 21 renners als zesde geclassificeerd.

## Uitslag
| Ronde van Lombardije 1909 |                      |                           |          |
| Plaats                    | Naam                 | Ploeg                     | Tijd     |
| Winnaar                   | Giovanni Cuniolo     | Rudge Whitworth - Pirelli | 6u13'21" |
| 2                         | Omer Beaugendre      | Alcyon-Dunlop             | z.t.     |
| 3                         | Louis Trousselier    | Biguet-Dunlop             | z.t.     |
| 4                         | Octave Lapize        | Biguet-Dunlop             | z.t.     |
| 5                         | Alfredo Tibilett     |                           | z.t.     |
|                           |                      |                           |          |
| =6                        | Cyrille Van Hauwaert |                           | z.t.     |

1905 · 1906 · 1907 · 1908 · 1909 · 1910 · 1911 · 1912 · 1913 · 1914 · 1915 · 1916 · 1917 · 1918 · 1919 · 1920 · 1921 · 1922 · 1923 · 1924 · 1925 · 1926 · 1927 · 1928 · 1929 · 1930 · 1931 · 1932 · 1933 · 1934 · 1935 · 1936 · 1937 · 1938 · 1939 · 1940 · 1941 · 1942 · 1943 · 1944 · 1945 · 1946 · 1947 · 1948 · 1949 · 1950 · 1951 · 1952 · 1953 · 1954 · 1955 · 1956 · 1957 · 1958 · 1959 · 1960 · 1961 · 1962 · 1963 · 1964 · 1965 · 1966 · 1967 · 1968 · 1969 · 1970 · 1971 · 1972 · 1973 · 1974 · 1975 · 1976 · 1977 · 1978 · 1979 · 1980 · 1981 · 1982 · 1983 · 1984 · 1985 · 1986 · 1987 · 1988 · 1989 · 1990 · 1991 · 1992 · 1993 · 1994 · 1995 · 1996 · 1997 · 1998 · 1999 · 2000 · 2001 · 2002 · 2003 · 2004 · 2005 · 2006 · 2007 · 2008 · 2009 · 2010 · 2011 · 2012 · 2013 · 2014 · 2015 · 2016 · 2017 · 2018 · 2019 · 2020 · 2021 · 2022 · 2023 · 2024 · 2025